# Drosophila virilis (artgrupp)
Drosophila virilis är en artgrupp inom släktet Drosophila och undersläktet Drosophila. Artgruppen innehåller tolv arter. Baserat på släktskap kan gruppen delas in i fyra olika undergrupper men relationen och släktskapet mellan de individuella arterna är inte tydligt.

## Arter inom artgruppen
- Drosophila americana
- Drosophila borealis
- Drosophila canadiana
- Drosophila ezoana
- Drosophila flavomontana
- Drosophila kanekoi
- Drosophila lacicola
- Drosophila littoralis
- Drosophila lummei
- Drosophila montana
- Drosophila novamexicana
- Drosophila virilis